# Vorbau (Triebfahrzeug)

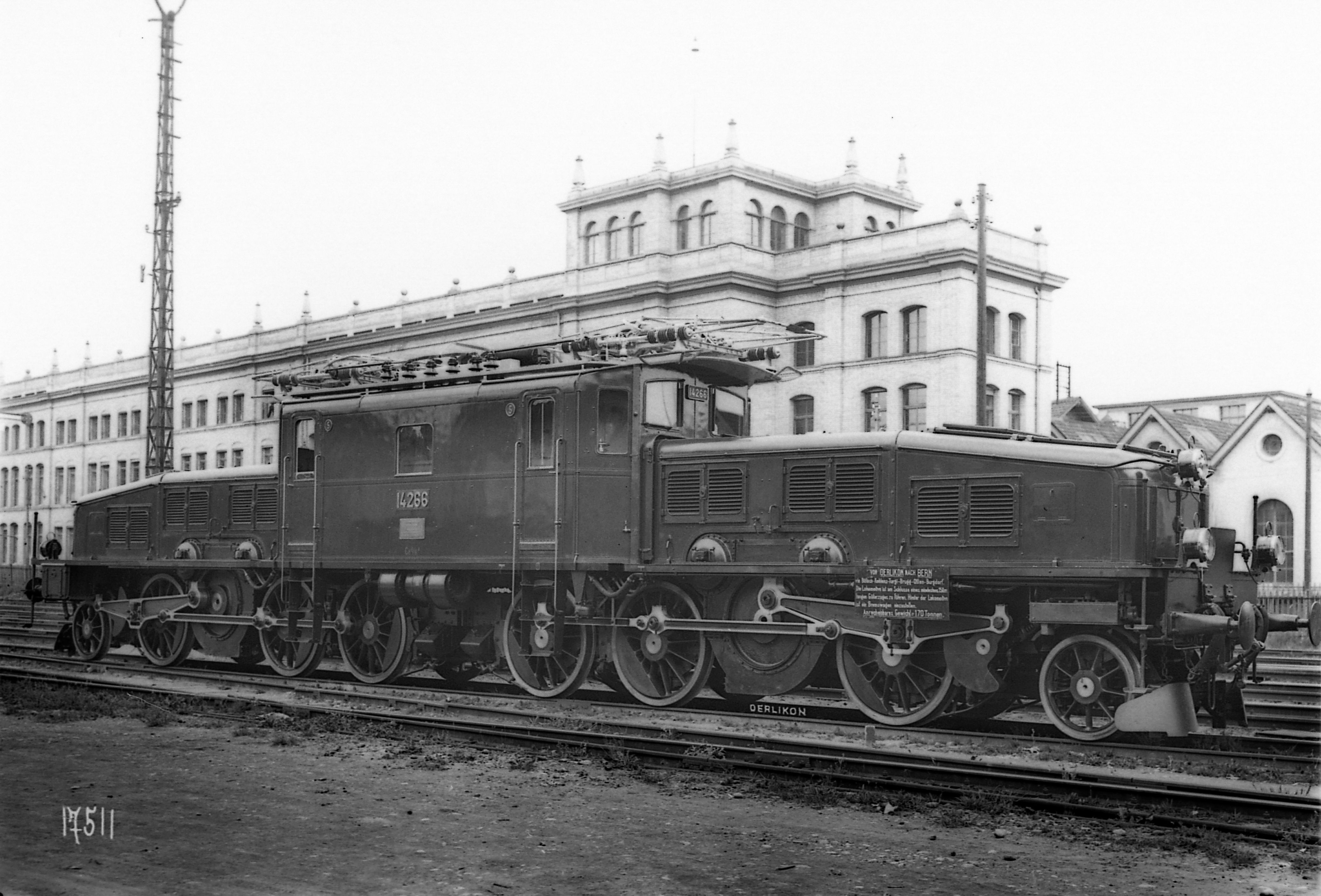
Krokodil-Lokomotive mit charakteristischen Vorbauten: SBB Ce 6/8 II

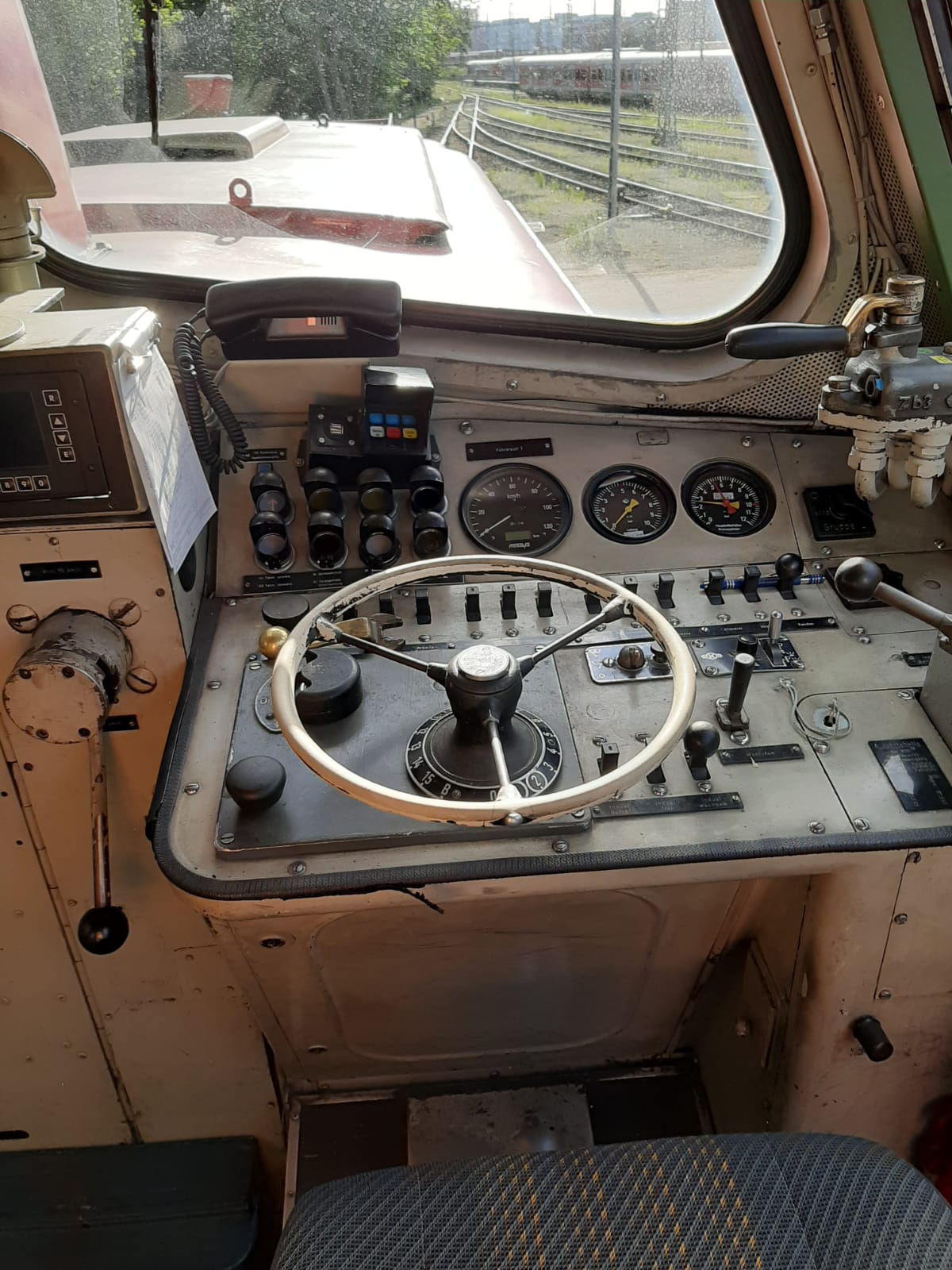
Blick aus dem Führerstand über den Vorbau bei der Baureihe 212

Ein Vorbau ist eine niedere Abdeckung, die bei einigen Lokomotiven und Triebwagen vor dem Lokomotiv- bzw. Wagenkasten montiert ist. Er besteht oft aus einfachen Hauben, die die darin montierten Bauteile vor der Witterung schützen. Vorbauten prägen wie bei Krokodil-Lokomotiven das äußere Erscheinungsbild einer Lokomotive. Vorbauten können lang ausfallen und den Großteil der Fahrzeuglänge einnehmen oder nur als kurze Vorbauten an den Fahrzeugenden vorhanden sein. Des Weiteren können Vorbauten die gesamte Fahrzeugbreite einnehmen oder deutlich schmaler sein und Freiraum für seitliche Umläufe lassen. Die Abmessungen eines Vorbaus werden durch das freizuhaltende Sichtfeld aus dem Führerstand beschränkt. Teilweise verschlechtert er die Sicht des Lokomotivpersonals deutlich.
Vorbauten schützen das Lokomotivpersonal (Triebfahrzeugführer und Triebfahrzeugbegleiter), indem sie im Gegensatz zu an der Spitze der Lokomotive angeordneten Führerständen bei Zusammenstößen einen Teil der Stoßenergie aufnehmen.